# SGR 1935+2154
SGR 1935+2154 est un rémanent de supernova et un sursauteur gamma mou. Il a été découvert en juillet 2014 par le télescope spatial Swift et est situé dans la Voie lactée à environ 9 kpc (∼29 400 al) de la Terre. Sa forte activité liée à sa petite taille fait que les scientifiques considèrent que SGR 1935+2154 est un magnétar.
L'observation par le CHIME de sursauts radios rapides en provenance de SGR 1935+2154 à partir du 28 avril 2020 en a fait un objet d'étude intéressant, cette observation étant la première de ce type dans la Voie lactée.